# Шпачек, Йозеф (старший)
Йозеф Шпачек-старший (чеш. Josef Špaček Sr.; род. 1962) — чешский виолончелист. Отец Йозефа и Петра Шпачеков.
Окончил Академию музыки имени Яначека в Брно, ученик Бедржиха Гавлика. Дебютировал на профессиональной сцене в 1986 г. в составе струнного квартета Павла Валлингера, удостоенного в конце 1980-х гг. ряда отличий (в частности, специального приза на Международном конкурсе струнных квартетов в Эвиане, 1989).
С 1990 г. играет в Чешском филармоническом оркестре, с 1997 г. помощник концертмейстера виолончелей. В настоящее время в оркестре вместе с ним играют два его сына. Вместе со старшим сыном Йозефом проводит беседы о музыке с молодыми слушателями.
Наряду с оркестровой карьерой продолжает выступать как ансамблист — прежде всего, в составе аффилированного с оркестром Чешского филармонического секстета; в составе этого коллектива, в частности, записал «Просветлённую ночь» Арнольда Шёнберга (1999). Одновременно с 2004 г. участник струнного квартета «Норберт», исполняет также барочную музыку в составе камерного ансамбля Pro Arte Antiqua.